# Taxeotis inconcisata
Taxeotis inconcisata är en fjärilsart som beskrevs av Walker 1861. Taxeotis inconcisata ingår i släktet Taxeotis och familjen mätare. Inga underarter finns listade i Catalogue of Life.